# Отношения Израиля и Иракского Курдистана
Отношения Израиля и Иракского Курдистана — двусторонние международные политические, дипломатические, военные, экономические, культурные и иные отношения между Израилем и Иракским Курдистаном.
Иракский Курдистан и Израиль в настоящее время не имеют официальных отношений, несмотря на это существуют свидетельства многочисленных контактов на уровне правительств и деловых кругов. Иран и Сирия обвиняли Иракский Курдистан в том, что он ведёт дела с Израилем. В 2005 году сообщалось, что Масуд Барзани, президент Иракского Курдистана и лидер Демократической партии Курдистана заявил: «установление отношений между курдами и Израилем это не преступление, так как многие арабские государства имеют связи с Израилем.»

## История

### История евреев в Курдистане
Еврейская община в Месопотамии была одной из старейших в мире, датируемая временем вавилонского пленения южных племён израилевых (в большинстве своём племени Иуда) в 586 году до н. э. Небольшая группа израелитов была взята в плен почти за 150 лет до этого в северной части израильского царства ассирийцами — в 722 году до н. э.
В определённые времена еврейская община процветала в Вавилоне, создав там Вавилонский Талмуд в период с 500 по 700 года н. э.
Основываясь на этих исторических связях, курдистанские евреи свободно проживали среди мусульман и христиан на протяжении нескольких поколений в относительной безопасности. Те, кто иммигрировал в Израиль, вспоминали о хороших временах, когда они, их отцы и предки жили в племенном обществе курдов. Без этих корней Государство Израиль никогда не смогло бы по-настоящему наладить связи с курдским руководством, которое по большому счёту основано на племенных отношениях.

### Поддержка ИзраилемДПКв 1960—1970 годы
По сведениям Элиезера Цафрира, бывшего высшего офицера Моссада в 1963—1975 годах, Израиль направлял военных советников в штаб муллы Мустафы Барзани, которые тренировали и снабжали курдские подразделения огнестрельным оружием и противовоздушной артиллерией.

## Политические отношения
Еврейские организации по всему миру начали лоббировать кампании по оказанию помощи курдам в Иракском Курдистане во время Операция «Буря в пустыне», чтобы остановить преследования со стороны иракского правительства. Израиль также предоставлял через Турецкий Курдистан предметы первой необходимости в Иракский Курдистан, а израильский премьер-министр Ицхак Шамир во время встречи с госсекретарём США Джеймсом Бейкером призвал американское правительство защитить курдов.
В 2004 году израильские СМИ сообщали о встрече израильских официальных лиц с курдскими политическими лидерами: Масуд Барзани, Джаляль Талабани и бывший израильский премьер-министр Ариель Шарон публично подтвердили наличие хороших отношений между еврейским государством и регионом Иракского Курдистана.
Президент Иракского Курдистана Масуд Барзани ответил на вопрос во время посещения Кувейта в мае 2006 года о курдско-израильских отношениях: «Иметь отношения с Израилем — не преступление. Если Багдад установит дипломатические отношения с Израилем, мы могли бы открыть консульство в Эрбиле.» Израильское телевидение в одной из передач транслировало передачу, где были показаны фотографии 1960-х годов, на которых отец Масуда Барзани, Мустафа Барзани обнимался с израильским министром обороны Моше Даяном.
В своей политической речи, произнесённой в 2014 году глава израильского правительства Биньямин Нетаньяху поддержал установление независимого курдского государства. Он заявил, что: «Курды — борцы, которые доказали политическую приверженность и политическую умеренность, и они также достойны своей политической независимости.»
По последним сообщениям в регионе Иракского Курдистана проживают от 400 до 730 еврейских семей. 18 октября 2015 года Региональное правительство Курдистана назначило курдского еврея Шерзада Омара Мамсани (Sherzad Omar Mamsani) на должность еврейского представителя в Министерство по религиозным фондам и делам.
Израиль поддержал референдум о независимости Иракского Курдистана, однако не признал независимость этого государственного образования.
В сентябре 2021 года в Эрбиле прошёл съезд сторонников присоединения Ирака к «Авраамовым соглашениям» и нормализации отношений с Израилем, в котором приняли участие около 300 локальных шиитских и суннитских лидеров из различных частей Ирака. После проведения саммита власти Ирака выдали ордера на арест его организаторов и главных участников.

## Военные отношения
В 2004 году журнал «New Yorker Magazine» сообщил, что по непроверенной информации израильские военные и оперативники разведки действуют в курдских районах Ирана, Сирии и Ирака, тренируя спецподразделения и проводя спецоперации. В ответ израильское посольство в Вашингтоне отвергло эти утверждения, источником которых были бывшие и действующие официальные лица разведывательных управлений Израиля, США и Турции.
Согласно сообщению BBC 2006 года, есть доказательства отправки израильских экспертов в Иракский Курдистан для тренировки Пешмерга. Курдские официальные лица отказались комментировать это сообщение, а Израиль заявил, что не знает ни о каком подобном сотрудничестве.
В начале июня 2018 года по приглашению министерства обороны Израиль посетила делегация представителей курдских силовых структур.

## Гуманитарная помощь

### Израильская помощь в 2010-х годах
В сентябре 2014 года после нападений ИГИЛа на северный Ирак, израильская общественная организация IsraAid объявило о предоставлении срочной помощи христианам и езидам в Иракском Курдистане совместно с Американским еврейским комитетом (American Jewish Committee). В октябре 2014 года агентство IsraAID предоставило гуманитарную помощь беженцам в курдском регионе Ирака, которые спасались от террористических действий действий ИГИЛ. IsraAid предоставило помощь 1 000 семей в Дахуке перед зимой, включая постели, детское молоко и одеяла. Помощь IsraAid была предоставлена в сотрудничестве с канадским агентством ONEXONE и координировалась РПК. Финансовый директор IsraAID Шахар Захави рассказал в интервью Arutz Sheva (7-й канал израильского ТВ), что израильтян очень тепло принимали в курдских районах лагеря беженцев. К началу 2015 года IsraAid доставило 3 000 единиц помощи в Дахук в Иракском Курдистане, помогая христианским беженцам и езидам.